# Ophiothrix magnifica
Ophiothrix magnifica är en ormstjärneart som beskrevs av George Richard Lyman 1860. Ophiothrix magnifica ingår i släktet Ophiothrix och familjen Ophiothrichidae. Inga underarter finns listade i Catalogue of Life.